# Marcel Ier
Pour les articles homonymes, voir Saint Marcel.
Marcel Ier (Rome, 6 janvier 255 –  16 janvier 309) est le 30e pape de l'Église catholique du 27 mai 308 au 16 janvier 309. Il succède à Marcellin (296–304) après quatre ans de vacance du siège pontifical, à une époque où les persécutions contre les chrétiens sont très importantes.
Il est banni de Rome en 309, sous l'empereur romain Maxence, en raison du désordre provoqué par la sévérité des pénitences qu'il a imposées aux chrétiens ayant subi les récentes persécutions. Marcel meurt la même année et est remplacé par Eusèbe. Ses reliques se trouvent sous l'autel de l'église San Marcello al Corso à Rome.
Il est vénéré comme saint par l'Église catholique et par les Églises orthodoxes.
Depuis 1969, sa fête, traditionnellement célébrée le 16 janvier par l'Église catholique, est laissée aux calendriers locaux et n'est plus inscrite dans le Calendrier liturgique romain. Le Martyrologe romain le commémore comme saint  et martyr le 16 janvier.

## Biographie

### Élection
La persécution de Dioclétien se poursuit avec une sévérité constante pendant quelque temps après la mort de Marcellin en 304. Après l'abdication de Dioclétien en 305 et l'accession à Rome de Maxence au trône des Césars en octobre de l'année suivante, les chrétiens de la capitale connaissent à nouveau une paix relative. Néanmoins, près de deux ans s'écoulent avant qu'un nouvel évêque de Rome ne soit élu. Marcel exerce un rôle important dans l'Église pendant cette période.
L'information d'origine donatiste selon laquelle il aurait apostasié avec saint Marcellin est improbable : il semble en effet qu'il ait fait effacer le nom de son prédécesseur du registre officiel des papes.
Selon le Catalogus Liberianus, Marcel entre dans ses fonctions en 308 : « Il fut évêque du temps de Maxence, depuis le 4e consulat de Maxence lorsque Maximien Hercule était son collègue, jusqu'après le consulat. », élu pape par le clergé romain vers le milieu de 308 (Fuit temporibus Maxenti a cons. X et Maximiano usque post consulatum X et septimum). Basée sur l'interprétation de Giovanni Battista de Rossi, cette annotation doit être lue A cons. Maximiano Herculio X et Maximiano Galerio VII [308] usque post cons. Maxim. Herc. X et Maxim. Galer. VII [309] : « Marcel aurait été choisi comme successeur de Marcellin dès la fin de 306, mais il n'aurait pu être consacré et prendre possession du trône que le 27 mai 308 ».
Lors de son ascension officielle, il trouve l'Église dans une situation désastreuse. À Rome, des lieux de réunion et certains cimetières ont été confisqués, les activités ordinaires ont été interrompues. En plus de cela, des dissensions internes sont apparues à cause du grand nombre de personnes qui ont renoncé à leur foi pendant la persécution et qui, sous la direction d'un apostat, exigent d'être réadmises dans la communion sans accomplir un acte de pénitence, car, en à leur avis, la longue vacance du siège apostolique, après l'abdication du pape Marcellin lui-même, permettait de considérer ces procédures comme obsolètes et dépassées. 

### Pontificat

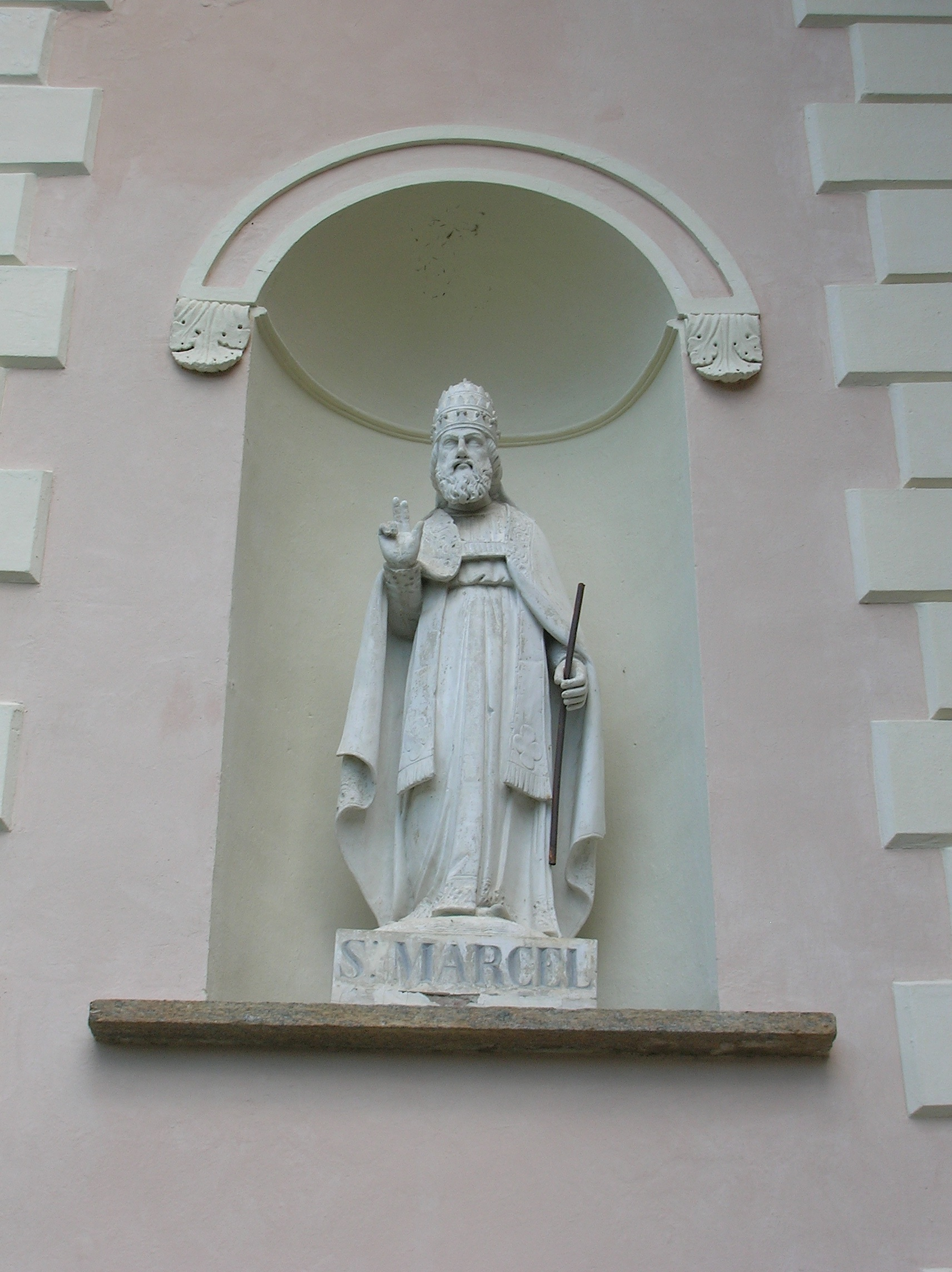
Statue de saint marcel, sanctuaire de Plout, Vallée d'Aoste, Italie.

Une fois élu, Marcel entreprend immédiatement de réorganiser l'Église. Selon le Liber Pontificalis, il divise l'administration territoriale de l'Église en vingt-cinq districts (tituli) semblables aux paroisses actuelles, nommant à la tête de chacun un prêtre qui supervise la préparation des catéchumènes au baptême et dirige l'administration des pénitences, les célébrations liturgiques et le soin des lieux de sépulture et de mémoire. Le prêtre est également chargé de l'enterrement des morts et des célébrations commémoratives de la mort des martyrs. Le pape fait également aménager un nouveau lieu de sépulture, le Cœmeterium Novellœ, sur la Via Salaria, en face de la catacombe de Priscille,. Au début du VIIe siècle, il y avait probablement vingt-cinq églises titulaires à Rome ; même en admettant que, peut-être, le compilateur du Liber Pontificalis ait fait référence à ce nombre à l'époque de Marcel, il existe encore une tradition historique claire à l'appui de sa déclaration selon laquelle l'administration ecclésiastique de Rome a été réorganisée par Marcel après la grande persécution. Il doit réorganiser le culte dans des bâtiments provisoires, les églises ayant été saccagées sous l'empereur romain Dioclétien.
Dès son arrivée, il mène un politique très dure envers les apostats, qui ont renié le Christ depuis la persécution de l'empereur romain Dèce, suscitant des hostilités ; ses réformes sont rapidement interrompues par les controverses auxquelles donne lieu la question de la réadmission des lapsi dans l'Église. Marcel, fervent partisan des traditions anciennes, durcit sa position et exige la pénitence de ceux qui veulent être réadmis. L'inscription lapidaire composée par le pape Damase Ier à la mémoire de son prédécesseur et placée sur sa tombe raconte que Marcel était considéré comme un ennemi coriace par tous les transgresseurs, parce qu'il insistait pour qu'ils accomplissent la pénitence prescrite pour leur culpabilité. En raison de cette situation, un parti se forme qui s'oppose au pape ; des querelles, des séditions et des massacres éclatent. L'empereur romain Maxence, qui a apostasié avant le début de la persécution, accrédite les accusations des émeutiers, rend le pape Marcel responsable des troubles et l'envoie en exil dans un lieu encore inconnu, à la fin de 308 ou au début de 309 selon le Catalogus Liberianus, qui donne la durée du pontificat à pas plus d'un an, six (ou sept) mois et vingt jours.

### Mort et sépulture

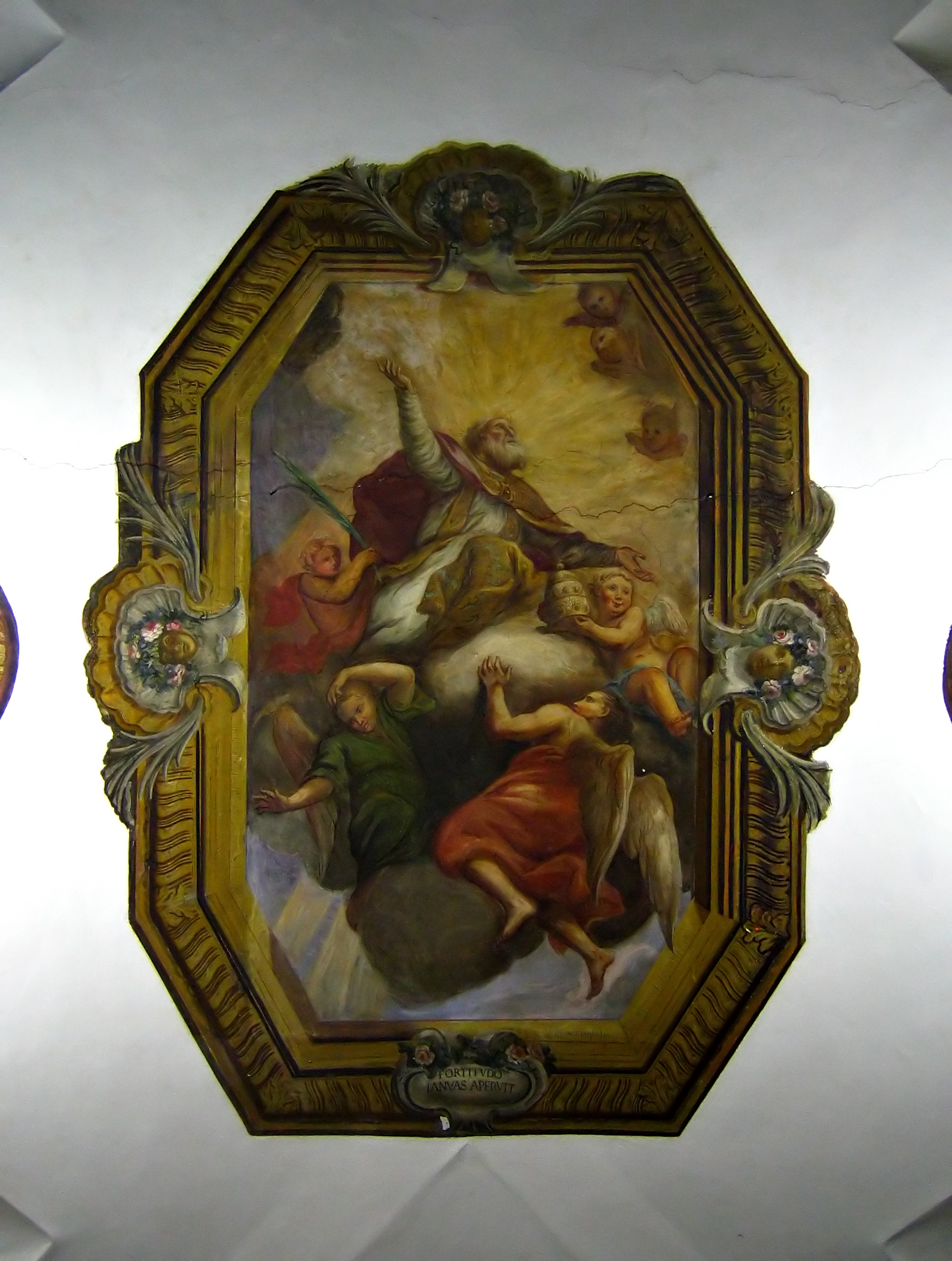
Giovanni Battista Ciocchin, Gloire de saint Marcel, Église San Marcello al Corso.

Marcel meurt en exil peu après avoir quitté Rome et est vénéré comme un saint.
Selon la Depositio episcoporum du Chronographe de 354, son jour de fête était le 16 janvier. On ignore néanmoins s'il s'agit de la date de sa mort ou de celle de l'enterrement de sa dépouille, après que celle-ci eut été ramenée du lieu inconnu où il a été exilé. Il est enterré dans la catacombe de Priscille où reposent de nombreux martyrs et où sa tombe est mentionnée par les itinéraires des tombes des martyrs romains comme existant dans la basilique de Saint-Silvestre,.
Ses restes sont déposés dans une urne ancienne de basalte vert près du Maître-Autel de l'église San Marcello al Corso.

#### LePassio Marcelli
Une version différente de la mort de Marcel est rapportée dans le Liber Pontificalis et dans le Bréviaire romain, une version transmise d'une Passio Marcelli contenue dans les Acta Sanctorum du Ve siècle, qui est incluse dans le récit légendaire du martyre de Cyriaque de Rome. Selon cette version, Maxence, furieux de la réorganisation de l'Église, demande au pape de renoncer à sa dignité épiscopale et qu'il sacrifie aux dieux païens, tout comme son prédécesseur. À la suite de son refus, il est condamné à travailler comme esclave dans un entrepôt sur la voie publique (catabulum). Au bout de neuf mois, il est libéré par le clergé, mais il est de nouveau condamné pour avoir consacré la maison de la matrone Lucina sur la Via Lata sous le nom de titulus Marcelli. La peine consiste à soigner les chevaux dans le même catabolum. Il meurt quelques jours plus tard.
Cette version a peut-être été créée pour localiser d'une manière ou d'une autre le lieu du martyre du pape. C'est pour cette raison qu'il est considéré comme le saint patron des palefreniers et des éleveurs de chevaux.
Tout cela est probablement légendaire, seule la référence à la restauration de l'activité ecclésiastique par Marcel ayant une base historique. La tradition relatée dans les poèmes de Damase semble plus digne de foi.
L'église San Marcello al Corso, qui remonte au début du XVIe siècle, a probablement été construite sur les vestiges de l'église précédente qui, à son tour, se trouvait peut-être à l'endroit du catabulum où est mort Marcel.

#### Hypothèse de Theodor Mommsen
Theodor Mommsen théorise que Marcel n'était pas vraiment un évêque, mais un simple prêtre romain à qui était confiée l'administration ecclésiastique pendant la dernière partie de la période de vacance du trône de Pierre. Selon cette théorie, le 16 janvier est en réalité la date de la mort de Marcellin (qui n'est plus pape depuis son abdication le 25 octobre 304), auquel succède Eusèbe. 
Cette hypothèse serait étayée par le fait que dans certains catalogues un seul pape est mentionné, tantôt appelé Marcellinus et tantôt Marcellus, comme s'ils voulaient nier Marcel ou confondre les deux noms en un seul. Cependant, aucune preuve historique ne peut confirmer cette thèse. La Catholic Encyclopedia rejette cette hypothèse comme étant non étayée.

### Légendes
L'empereur romain Maxence, irrité contre le franc-parler de Marcel, l'aurait réduit à l'état d'esclave, aurait transformé son église en étable et l'aurait condamné à s'occuper des animaux.
La Légende dorée rapporte que, le pape Marcel fut surpris en train de célébrer la messe dans la demeure d'une Dame. L'empereur romain Maximien Hercule fit transformer la riche demeure en étable et condamna le pontife à garder les bestiaux.

## Culte
Marcel a été canonisé ; il est fêté le 16 janvier par l'Église catholique ; les Églises orthodoxes le célèbrent le 7 juin.
Il est le saint patron des grainetiers.